# Język maore
Język maore (maore komoryjski, komoryjski suahili, komoro, shimaore) – język z zespołu suahilskiego, używany głównie na wyspie Majotta w Archipelagu Komoryjskim (152 tys. osób), ale także na Madagaskarze, Reunionie i w Eswatini. W 1995 roku przetłumaczono na ten język Nowy Testament.

## Dialekty
W nawiasach podano zasięg terytorialny.
- Shinzwani (Anjouan)
- Shimaore (Majotta)
- Shimwali (Mohéli)
- Shingazidja (Wielki Komor)